# Myzosiphon tulipaellum
Myzosiphon tulipaellum är en insektsart som först beskrevs av Theobald 1916.  Myzosiphon tulipaellum ingår i släktet Myzosiphon, och familjen långrörsbladlöss. Arten är reproducerande i Sverige.